# Oekraïne op het Türkvizyonsongfestival
Oekraïne nam sinds de eerste editie in 2013 onafgebroken deel aan het Türkvizyonsongfestival. Het land heeft anno 2023 in totaal 4 keer deelgenomen aan het festival.

## Geschiedenis

### 2013
Oekraïne was een van de 25 deelnemende landen en regio's aan het eerste Türkvizyonsongfestival in 2013. De Oekraïense omroep, toen nog CMA Production, besloot om intern te bepalen welke artiest naar het Turkse Eskişehir zou worden uitgezonden. In eerste instantie werd Fazile Ibraimova aangekondigd als deelnemer voor de Krimrepubliek. Later werd duidelijk dat ze namens Oekraïne zou aantreden op het festival. Ze nam deel met het lied Elmalım. 
In Turkije moest elk land eerst aantreden in de halve finale. Hierin moest Oekraïne als 24ste, en laatste, aan de bak. Oekraïne wist zich te plaatsen voor de finale. In die finale trad Ibraimova als zevende aan. Ze eindigde op een derde plaats, op 10 punten van de overwinning.

### 2014
Oekraïne nam ook deel aan de tweede editie van het festival. De organisatie van de Oekraïense deelnam verschoof van CMA Production naar Odessa ODTRK. Ook deze omroep besloot om geen nationale preselectie te organiseren, maar de omroep koos intern een act uit. Natali Deniz, die deel uitmaakt van de Gagaoezische minderheid in Oekraïne, kreeg de eer om naar het festival te gaan. Later werd bekend dat de zangeres zou aantreden met het Gagaoezische nummer Sän benim. 
De tweede editie van het festival vond plaats in Kazan in de Russische deelrepubliek Tatarije. Alle inzendingen moesten opnieuw aantreden in een halve finale waarvan enkel de beste vijftien doorgingen naar de finale. In die halve finale kwam Oekraïne als achtste aan de beurt, na Gagaoezië en voor Iran. Met 148 punten eindigde Deniz op de 23ste plaats waardoor ze zich niet kwalificeerde voor de finale.

### 2015
De Oekraïense omroep maakte al snel bekend dat het land ook zou deelnemen aan de derde editie in 2015 die in Istanboel georganiseerd zou worden. De Moldavische zangeres, met Gagaoezische roots, Anna Mitioglo mocht ditmaal namens Oekraïne deelnemen. Voor het eerst was er geen halve finale op het Türkvizyonsongfestival, maar traden alle 21 deelnemers aan in één grote finale. Oekraïne was als laatste aan de beurt, na de inzending van Turkije. Mitioglo eindigde met haar nummer Baaşla bana in de middenmoot.

### 2016
Oekraïne zou eveneens deelnemen aan de volgende editie die opnieuw in 2016 in Istanboel georganiseerd zou worden. Begin december werd het festival echter verplaatst naar maart 2017. Uiteindelijk werd ook deze datum verschoven naar september 2017 en daarna zelfs helemaal geannuleerd. De omroep had Natalia Papazoglu reeds via een nationale selectie geselecteerd om het land te vertegenwoordigen.

### 2020
Bij de heropstart van het festival in 2020 was Oekraïne opnieuw van de partij. Odessa ODTRK besloot om de inzending intern te kiezen. De keuze viel op Natalia Papazoglu, die na de geannuleerde editie van 2016 dus opnieuw de kans kreeg om haar vaderland te vertegenwoordigen met haar lied Tikenli yol. Omwille van de coronapandemie moesten alle deelnemers hun inzending op voorhand filmen en vond het festival zodoende online plaats. Papazoglu kwam als vijftiende aan de beurt en sloot de avond winnend af. Oekraïne kreeg 226 punten, 22 meer dan nummer twee Jakoetië.

## Oekraïense deelnames
| Jaar | Artiest           | Titel       | Fin. | Ptn. | Semi | Ptn. | Taal        |
| ---- | ----------------- | ----------- | ---- | ---- | ---- | ---- | ----------- |
| 2013 | Fazile Ibraimova  | Elmalım     | 3    | 200  | -    | -    | Turks       |
| 2014 | Natali Deniz      | Sän benim   | X    | X    | 23   | 148  | Gagaoezisch |
| 2015 | Anna Mitioglo     | Baaşla bana | 13   | 148  |      |      | Gagaoezisch |
| 2020 | Natalia Papazoglu | Tikenli yol | 1    | 226  |      |      | Gagaoezisch |

| Kleur | Betekenis      |
| ----- | -------------- |
|       | Eerste plaats  |
|       | Tweede plaats  |
|       | Derde plaats   |
|       | Laatste plaats |
|       | Gastland       |